# Vladimir Malachov (hockeista su ghiaccio)
Vladimir Igorevič Malachov (in russo Владимир Игоревич Малахов?; Ekaterinburg, 30 agosto 1968) è un ex hockeista su ghiaccio sovietico dal 1991 russo.

## Palmarès

### Olimpiadi
- Oro a Albertville 1992.[1]
- Bronzo a Salt Lake City 2002.[2]

### Mondiali
- Oro a Svizzera 1990.[3]
- Bronzo a Finlandia 1991.[3]